# 圣安德烈-多莱拉格
圣安德烈-多莱拉格（法語：Saint-André-d'Olérargues）是法国加尔省的一个市镇，属于尼姆区。该市镇总面积9.75平方公里，2009年时的人口为410人。

## 人口
圣安德烈-多莱拉格人口变化图示